# قنطوب (حجر)
'

تعديل مصدري - تعديل

قنطوب هي إحدى قرى عزلة الجول بمديرية حجر التابعة لمحافظة حضرموت، بلغ تعداد سكانها 213 نسمة حسب تعداد اليمن لعام 2004.